# 他度珠单抗
他度珠单抗（INN：Tadocizumab）是一种作用于心血管系统的人源化单克隆抗体。它与整合素αIIbβ3结合，整合素αIIbβ3是血小板上发现的纤维蛋白原和纤连蛋白受体。该药物设计用于治疗接受经皮冠状动脉介入治疗的患者。它是由山野内制药美国公司开发的。